# Cueva kárstica de Baishiya
La cueva kárstica de Baishiya (en chino, 白石崖溶洞) es un yacimiento de paleoantropología de gran altitud y un santuario budismo tibetano situado en el extremo noreste de la meseta tibetana en el  condado de Xiahe, Gansu, China. En esta cueva kárstica se ha descubierto el primer fósil de homínido encontrado en la meseta tibetana, la mandíbula de Xiahe. La mandíbula, mediante el análisis de proteínas antiguas o palaeoproteómica, es el primer descubrimiento confirmado de un fósil denisovano fuera de la cuevas de Denísova. Este descubrimiento fósil demuestra que los homininos arcaicos estaban presentes en un entorno de gran altitud y bajo oxígeno hace unos 160 000 años.

## Geografía
La cueva kárstica de Baishiya se encuentra en Ganjia (甘加镇),  condado de Xiahe, prefectura autónoma tibetana de Gannan, Gansu, China, en el extremo noreste de la meseta tibetana. Se encuentra en el lado sur de la montaña Dalijiashan, al pie de un acantilado blanco. La cueva está situada en la cuenca de Ganjia, en la desembocadura del río Jiangla, un afluente del río Yangqu. La cueva tiene más de 1 kilómetro (3281 pies) de longitud. A 80 metros (87,5 yd) de la entrada, la temperatura diurna invernal de la cueva es normalmente de 8-9 grados Celsius (46,4-48,2 °F), adecuada para ser habitada en los duros inviernos de la meseta tibetana.

## Religión
La cueva kárstica de Baishiya es un santuario del budismo tibetano situado al norte de Trakkar Gompa ("Templo de Baishiya", Báishíyá Sì, 白石崖寺). Se dice que es una antigua morada de Padmasambhava y de la bodhisattva Tara, es un lugar popular para que los monjes ayunen y mediten. También es un lugar de peregrinación para los budistas tibetanos y una atracción turística. En 1982, el 10º Panchen Lama rindió homenaje al lugar. Según la leyenda, la cueva tiene más de 50 kilómetros (31,1 mi) y llega hasta el  Condado de Xunhua en la provincia de Qinghai.

## Fósiles

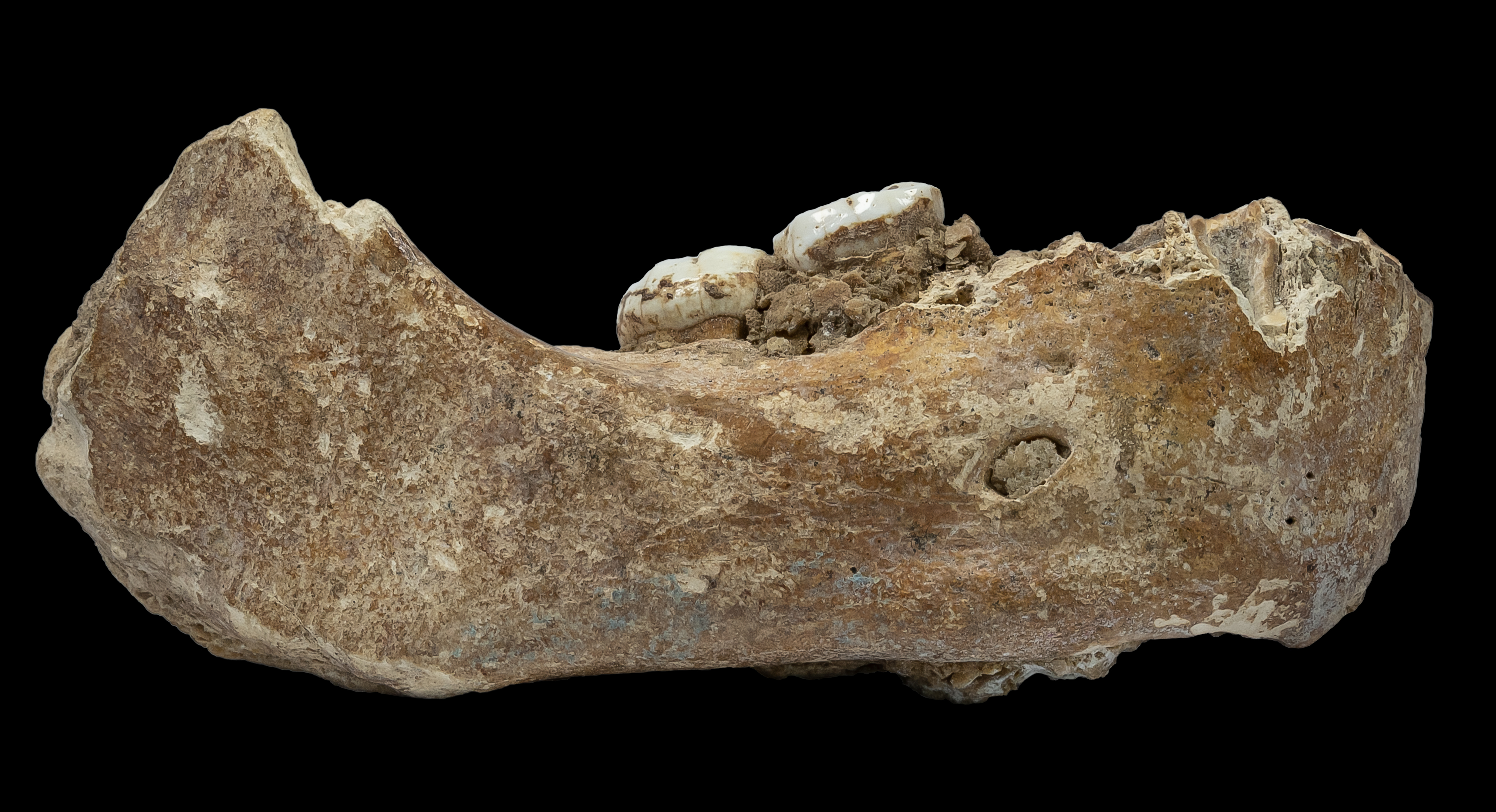
Mandíbula de Xiahe

En 1980, un monje tibetano que estaba meditando en la cueva descubrió la mandíbula de Xiahe. Le pasó el fósil a Jigme Tenpe Wangchug, en Idioma chino 贡唐仓-久美丹贝旺旭}} el sexto Gungthang Rinpoche. tulku, que la donó a la Universidad de Lanzhou. La mandíbula era tan inusual que los investigadores no sabían cómo clasificarla. Los científicos Chen Fahu y Zhang Dongju comenzaron a estudiar el yacimiento en 2010, mientras que la colaboración con el Instituto Max Planck de Antropología Evolutiva comenzó en 2016. La primera prospección arqueológica en el yacimiento se realizó en 2016, mientras que la primera excavación sistemática no tuvo lugar hasta 2018. En la entrada de la cueva se descubrieron varias artículos líticos y huesos de animales con marcas de corte.
En 2020, científicos de la Universidad de Wollongong, Australia, entre los que se encontraba el profesor Bo Li, recuperaron ADN denisovano, además de artefactos de piedra y huesos de animales, en la cueva sagrada budista de la meseta del Tíbet. Se recuperó ADN denisovano de cuatro capas de la cueva, fechado entre 45 000 y 100 000 años atrás. Un fragmento de mandíbula había sido encontrado en la cueva en 2019. Los aborígenes australianos tienen alrededor de un 5% de ADN denisovano.
La mandíbula de Xiahe consiste en la mitad derecha de una mandíbula parcial con dos molares unidos. Se encontró una corteza calcárea en la mandíbula de unos 165 000 años de antigüedad por datación uranio-torio. Se perforó material de los dientes y se analizaron seis proteínas de colágeno diferentes por espectrometría de masas. Esto demostró que el espécimen de Xiahe pertenecía a una población estrechamente relacionada con los especímenes denisovanos de la Cueva Denisova. Es la primera vez que se identifica con éxito un antiguo hominino utilizando únicamente análisis de proteínas. Es el fósil denisovano más completo conocido. Discover, Science News y Nova nombraron el descubrimiento en sus listas de historias científicas más importantes de 2019.